# Arcevia
Arcevia es una localidad y comune italiana de la provincia de Ancona, región de Marcas, con 5113 habitantes.

## Evolución demográfica
| Gráfica de evolución demográfica de Arcevia entre 1861 y 2001 |
|                                                               |
| Fuente ISTAT - elaboración gráfica de Wikipedia               |